# ドラマレジェンドスペシャル
ドラマレジェンドスペシャルとは、フジテレビ系列で2006年から不定期にゴールデンタイムに放送しているテレビドラマの企画名称、及びスペシャル番組の冠タイトル。一番最近そのような名称が使われたのは2012年。

## 概要
フジテレビがこれまで制作・放送してきたテレビドラマの中で、特にリクエストの多い作品を、番組の解説や新たなシーンなどの新規映像を加える等編集して放送（実質上の再放送）する。一部は新作のドラマ・映画の宣伝を兼ねる。
当時間枠で古畑任三郎シリーズが一番多く放送されている。また、同じ回が2度も放送されているものもある。

## 内容
※ここでの時間表記は、すべて日本時間とする。
| 回数 | 放送日 （放送枠）                                                | 作品タイトル（初回放送日） | 視聴率 |
| ---- | ---------------------------------------------------------------- | --- | ------ |
| 1    | 2006年10月9日 21:00-23:43 （月9〜スマスマ〜あいのり枠）          | 古畑任三郎 vs SMAP （1999年1月3日） | 22.7%  |
| 2    | 2007年9月23日 21:00-23:29 （メントレG〜新報道プレミアA枠）       | HERO （2006年7月3日分の再編集版） | 22.1%  |
| 2    | 2007年9月23日 21:00-23:29 （メントレG〜新報道プレミアA枠）       | この回は単に「ドラマレジェンド」として放送した。2007年9月8日に映画「HERO」が公開されるのに伴い放送。映画本編を見た人も見ていない人も楽しめる内容だった。 |        |
| 3    | 2008年4月28日 21:00-23:33 （月9〜スマスマ〜あいのり枠）          | 世にも奇妙な物語 SMAPの特別編 （2001年1月1日） | 18.1%  |
| 3    | 2008年4月28日 21:00-23:33 （月9〜スマスマ〜あいのり枠）          | 「SMAP SPECIAL MONDAY NIGHTS」の一環として放送。 |        |
| 4    | 2008年6月6日 19:57-22:09 （金曜プレステージ）                    | 古畑任三郎ファイナル「今、甦る死」 （2006年1月3日） | 15.0%  |
| 4    | 2008年6月6日 19:57-22:09 （金曜プレステージ）                    | 2008年6月14日に放送された『古畑中学生』の放送にあわせて放送。 |        |
| 5    | 2008年6月13日 19:57-21:49 （金曜プレステージ）                   | 古畑任三郎ファイナル「フェアな殺人者」 （2006年1月4日） | 14.1%  |
| 5    | 2008年6月13日 19:57-21:49 （金曜プレステージ）                   | 同じく『古畑中学生』の放送にあわせて放送。 |        |
| 6    | 2008年6月14日 21:00-23:10 （土曜プレミアム）                     | 古畑任三郎ファイナル「ラスト・ダンス」 （2006年1月5日） | 14.2%  |
| 6    | 2008年6月14日 21:00-23:10 （土曜プレミアム）                     | 当日19:00から放送された『古畑中学生』の直後に放送。裏には人気ドラマ『ごくせん』があったものの、上記のようにかなり健闘した（この時にごくせんは最低視聴率の17.6%を記録）。 |        |
| 7    | 2009年9月18日 21:00-22:52 （金曜プレステージ）                   | 古畑任三郎ファイナル「フェアな殺人者」 （2006年1月4日） | 11.4%  |
| 7    | 2009年9月18日 21:00-22:52 （金曜プレステージ）                   | 本放送を合わせ3回目の地上波ゴールデン帯での放送。イチローのメジャーリーグ史上初となる9年連続200安打の新記録達成を記念し、「イチロー新記録達成記念・古畑任三郎ドラマレジェンド」として放送。 |        |
| 8    | 2009年11月28日 21:00-23:20 （土曜プレミアム）                    | HERO （2006年7月3日分の再編集版） | 18.8%  |
| 8    | 2009年11月28日 21:00-23:20 （土曜プレミアム）                    | 新たに撮影された部分を加え、2009年版として放送。ストーリーでつながりのある映画版「HERO」が同年12月12日に地上波放送されるのにあわせて放送。 |        |
| 9    | 2009年12月18日 22:00-23:52 （金曜プレステージ）                  | のだめカンタービレinヨーロッパ・第1夜 （2008年1月4日） | 16.0%  |
| 9    | 2009年12月18日 22:00-23:52 （金曜プレステージ）                  | 2009年12月19日に映画「のだめカンタービレ 最終楽章 前編」が公開されるのに伴い放送。 |        |
| 10   | 2009年12月19日 21:00-23:30 （土曜プレミアム）                    | のだめカンタービレinヨーロッパ・第2夜 （2008年1月5日） | 15.5%  |
| 10   | 2009年12月19日 21:00-23:30 （土曜プレミアム）                    | 2009年12月19日に映画「のだめカンタービレ 最終楽章 前編」が公開されるのに伴い放送。 |        |
| 11   | 2009年12月28日 21:00-23:08 （月9〜スマスマ〜ホンマでっか!?TV枠） | ガリレオΦ （2008年10月4日） | 15.2%  |
| 11   | 2009年12月28日 21:00-23:08 （月9〜スマスマ〜ホンマでっか!?TV枠） | 2009年12月29日に映画「容疑者Xの献身」が放送されるのに伴い放送。 |        |
| 12   | 2011年3月24日 19:00-21:54                                        | フジテレビ開局50周年特別企画 わが家の歴史 第一夜「空前のスケール超豪華キャスト史上最強作今夜誕生!」 （2010年4月9日） | 6.0%   |
| 12   | 2011年3月24日 19:00-21:54                                        | 2011年3月23日から27日まで中継予定であった『世界フィギュアスケート選手権大会2011』が、11日に発生した東北地方太平洋沖地震（東日本大震災）のため、大会及び中継が中止となったことによる代替措置として、「日本の絆スペシャル」と冠して放送。番組と番組をつなぐジャンクションでの5秒間では、「三夜連続 日本の絆スペシャル」の横に小さく「ドラマレジェンド」の文字テロップが添えられており、同企画としても放送。しかし、視聴率は「ドラマレジェンドスペシャル」としては初めてとなる一桁台を記録してしまった。 |        |
| 13   | 2011年3月25日 19:57-21:54                                        | フジテレビ開局50周年特別企画 わが家の歴史 第二夜「一家を襲う新たな運命 波乱の恋」 （2010年4月10日） | 7.5%   |
| 13   | 2011年3月25日 19:57-21:54                                        | 19:00-19:57の『ペケ×ポン』との合体スペシャルとして「日本の絆スペシャル ペケ×ポン&わが家の歴史」と題し、かつ「ドラマレジェンド」としても放送。『世界フィギュアスケート選手権大会2011』の大会及び中継中止による代替措置。この日の視聴率も前日よりは上昇したものの、一桁台を記録。 |        |
| 14   | 2011年3月26日 19:00-21:54                                        | フジテレビ開局50周年特別企画 わが家の歴史 第三夜「一家を襲う最大危機 感動最終章」 （2010年4月11日） | 6.3%   |
| 14   | 2011年3月26日 19:00-21:54                                        | 24日と同じく「日本の絆スペシャル」と冠し、かつ「ドラマレジェンド」としても放送、『世界フィギュアスケート選手権大会2011』の大会及び中継中止による代替措置。この日の視聴率も前々日・前日に続き一桁台を記録。 |        |
| 15   | 2012年1月6日 21:00-23:22 （金曜プレステージ）                    | ストロベリーナイト （2010年11月13日） | 12.7%  |
| 15   | 2012年1月6日 21:00-23:22 （金曜プレステージ）                    | この回は単に「ドラマレジェンド」として放送した。新たに撮影された部分を加え、2012年版として、かつ同月10日より、火曜21時台での連続ドラマ化に先駆けて放送。 |        |